# Norm Cook
Norman "Norm" Cook (Chicago, Illinois, 21 de marzo de 1955-Lincoln, Illinois, 22 de diciembre de 2008) fue un jugador de baloncesto estadounidense que disputó 2 temporadas en la NBA y una más en la liga neerlandesa. Con 2,03 metros de altura, lo hacía en la posición de ala-pívot. Era el padre de Brian Cook, que también jugó en la NBA.

## Trayectoria deportiva

### Universidad
Jugó durante tres temporadas con los Jayhawks de la Universidad de Kansas, en las que promedió 12,2 puntos y 7,5 rebotes por partido. En su primer partido como Jayhawk anotó 10 de 10 tiros de campo, consiguiendo la titularidad que no abandonó en toda una temporada en la que el equipo llegó a la Final Four de la NCAA. Cook fue elegido ese año como el mejor novato de la Big Eight Conference. Al término de su segunda temporada, los Utah Stars de la liga profesional ABA le ofrecieron un contrato, tras elegirlo en la segunda ronda del draft, pero prefirió seguir un año más en la universidad, después del cual, tras haber logrado aparecer en el mejor quinteto de la conferencia, pidió ser incluido en el Draft de la NBA, siendo el primer jugador desde Wilt Chamberlain que dejaba Kansas prematuramente.

### Selección nacional
En 1975 fue convocado con la selección de baloncesto de Estados Unidos para disputar los Juegos Panamericanos de México, donde consiguieron la medalla de oro. Cook promedió 10,8 puntos y 2,8 rebotes por partido.

### Profesional
Fue elegido en la decimosexta posición del Draft de la NBA de 1976 por Boston Celtics, donde en su única temporada en el equipo apenas contó para su entrenador, Tom Heinsohn, quien lo alineó únicamente en 25 partidos, en los que promedió 2,5 puntos y 1,1 rebotes. Al término de la temporada fue despedido, pasando varios meses sin equipo hasta que firmó un contrato como agente libre por Denver Nuggets, pero solo llegó a jugar en 2 partidos.
Al año siguiente se fue a jugar al Beijerland Bob Oud de la liga neerlandesa, donde tras una temporada se retiraría definitivamente.

## Estadísticas de su carrera en la NBA

### Temporada regular
| Temp.   | Edad | Equipo | Liga | P  | TIT | MIN | TC  | TCA | %TC  | 3P | 3PA | %3P | TL  | TLA | %TL  | R.OF. | R.DEF. | REB | ASIS | ROB | TAP | PER | FP  | PTS |
| 1976-77 | 21   | Boston | NBA  | 25 |     | 5.5 | 1.1 | 2.9 | .375 |    |     |     | 0.4 | 0.7 | .529 | 0.4   | 0.7    | 1.1 | 0.2  | 0.4 | 0.1 |     | 1.1 | 2.5 |
| 1977-78 | 22   | Denver | NBA  | 2  |     | 5.0 | 0.5 | 1.5 | .333 |    |     |     | 0.0 | 0.0 |      | 0.5   | 1.0    | 1.5 | 0.5  | 0.0 | 0.0 | 0.0 | 2.0 | 1.0 |
| Total   |      |        | NBA  | 27 |     | 5.5 | 1.0 | 2.8 | .373 |    |     |     | 0.3 | 0.6 | .529 | 0.4   | 0.7    | 1.1 | 0.2  | 0.4 | 0.1 | 0.0 | 1.1 | 2.4 |

### Playoffs
| Temp.   | Edad | Equipo | Liga | P | MIN | TCA | TC | 3PA | 3P | TLA | TL | R.OF. | REB | ASIS | ROB | TAP | PER | FP | PTS | %TC   | %3P | %FT | MIN | PTS | REB | AST |
| 1976-77 | 21   | Boston | NBA  | 1 | 3   | 2   | 2  |     |    | 0   | 0  | 0     | 0   | 0    | 0   | 0   |     | 0  | 4   | 1.000 |     |     | 3.0 | 4.0 | 0.0 | 0.0 |
| Total   |      |        | NBA  | 1 | 3   | 2   | 2  |     |    | 0   | 0  | 0     | 0   | 0    | 0   | 0   |     | 0  | 4   | 1.000 |     |     | 3.0 | 4.0 | 0.0 | 0.0 |

## Vida posterior y fallecimiento
Tras regresar de Holanda, con solo 24 años, comenzó a notar los primeros síntomas de enfermedad mental, que se fueron incrementando hasta ser diagnosticado con una esquizofrenia paranoide contra la que luchó durante 30 años, hasta que se le complicó con un coma diabético que le produjo la muerte en diciembre de 2008.